# Tigolene clementinus
Tigolene clementinus är en mångfotingart som beskrevs av Chamberlin 1941. Tigolene clementinus ingår i släktet Tigolene och familjen Cambalidae. Inga underarter finns listade i Catalogue of Life.